# Эребус (кратер)
Эребус (англ. Erebus) — марсианский ударный кратер, расположенный на плато Меридиана. Находится неподалёку от экватора. Центр имеет координаты — 2°06′ ю. ш. 5°30′ з. д. / 2,1° ю. ш. 5,5° з. д.. Кратер посетил марсоход «Оппортьюнити», двигаясь при этом к гораздо более крупному кратеру Виктория. «Оппортьюнити» начал его изучение в октябре 2005 года, закончив в марте 2006 года (550—750 сол). Кратер назван в честь полярного исследовательского судна HMS Erebus.

## Геология

Обнажения внутри кратера Эребус

Обнажение «Явапаи», 12 марта 2006 года (758 сол)

Эребус имеет диаметр около 300 м, что в два раза больше, чем у кратера Эндьюранс, который ранее был посещен марсоходом. К тому же Эребус — это очень старый, крупный, сильно эродированный кратер, едва заметный на поверхности. Самая заметная его деталь — это окружающие его кольца из обнажения горных пород. Кратер находится в 4 км к югу от кратера Эндьюранс и в 2,5 км к югу от гораздо меньшего кратера Восток.
Орбитальный аппарат Mars Global Surveyor своей камерой Mars Orbiter Camera сделал стереоснимки кратера, которые в сочетании с данными от лазерного высотометра (Mars Orbiter Laser Altimeter) позволили предположить, что поверхность вокруг кратера Эребус лежит на высоте около 10—15 м выше, чем у кратера Эндьюранс. 
Выходы горных пород, которые по большей части сосредоточены вдоль обода кратера, получили такие неофициальные имена, как «Олимпия», «Пейсон», «Явапаи».
«Оппортьюнити» проводил фотосъёмку кратера Эребус в период с 647 по 759 сол. Коренные выходы горных пород в кратере Эребус занимают обширные пространства. Одно из таких крупных обнажений получило имя «Олимпия». Обнажение образуется в виде относительно плоского пласта, сформировавшегося благодаря недавнему эоловому выветриванию. Структурные провалы пород в обнажении «Олимпия» находятся под углом до ≈ 15—30°, с переменным уровнем простирания, которое, возможно, обусловлено кратероформирующим ударом, вращавший отдельные камни или части камней. Взаимосвязь между отдельными блоками в обнажении «Олимпия», как правило, было невозможно. Более примечательные обнажения расположены южнее вдоль западного края кратера Эребус. Эти более крупные обнажения вертикально выходят на высоту ≈ 1 м и протягиваются на ≈ 80 м от северной оконечности северного обнажения «Пейсон» к южной оконечности южного обнажения «Явапаи». Существует небольшой хребет, разделяющий эти два обнажения. Стратиграфическая связь между «Пейсоном» и «Явапаи» не может быть точно определена, но благодаря полученным изображениям, кажется, что основание продолжается за пределами «Пейсона» поперёк проходящему хребту с аналогичными провалами, и таким образом, скорее всего, «Явапаи» стратиграфически выше, чем «Пейсон». Вместе, эти два обнажения составляют приблизительно 10 м в стратиграфическом разрезе.
Северные и южные выходы горных пород были осмотрены между 742 и 758 сол, обнажение «Пейсон» было запечатлено с трех различных позиций, а обнажение и «Явапаи» — с двух позиций. Структурные провалы пород в «Пейсоне» колеблется под углом от 10 до 15° и все слои простираются в юго-западном и северо-восточном направлениях. Обнажение «Пейсон» составляет примерно 31 м в длину, а его высота колеблется на уровне от 0,74 м до 1,6 м. Суммарная стратиграфическая толщина «Пейсона» составляет около 4,85 м. 
Обнажение «Явапаи» примерно 30 м в длину, расположено в 20 м от обнажения «Пейсон». Суммарная стратиграфическая толщина «Явапаи» составляет около 5,15 м. 
Кратер Эребус является непримечательным, сильно эродированным кратером, форма которого существенно отличается от круговой, весьма вероятно, что текущие стенки являются результатом высокого воздействия эрозионных процессов на изначальные стенки кратера. Нынешний вид стенок, вероятно, далек от их первоначального вида, к тому же они потенциально ниже оригинальных стенок кратера.